# Phacopsis
Phacopsis es un género de hongos liquenícolos. Son parásitos de miembros de la gran familia de líquenes Parmeliaceae, de la que también forman parte. Propuesto originalmente por Edmond Tulasne en 1852 para contener 3 especies, Phacopsis contiene ahora 10 especies, aunque históricamente se han descrito 33 taxones en el género. Muchas de las especies son poco conocidas, algunas de ellas sólo se han documentado a partir del espécimen tipo.
Las especies de Phacopsis aparecen como apotecios parcialmente sumergidos, de color marrón brillante a negro, que causan deformaciones similares a las agallas en el talo del liquen huésped. Las características de Phacopsis utilizadas para distinguir las especies entre sí incluyen la forma de sus esporas, y el color y la reacción del hipoteceo (una capa de tejido bajo el himenio que contiene las esporas) cuando se tiñe utilizando una prueba de yodo-almidón. Dado que los hongos Phacopsis suelen vivir en hospedadores que pertenecen a un único clado filogenético, la identidad del liquen hospedador es otro carácter diagnóstico utilizado para identificar las especies.

## Sistemática
Phacopsis fue circunscrita por el micólogo francés Edmond Tulasne en 1852 con múltiples especies clasificadas originalmente en el género Abrothallus. Tulasne incluyó tres especies: P. clemens, P. varia, y P. vulpina. La última especie mencionada fue posteriormente seleccionada como especie tipo por Frederic Clements y Cornelius Shear (1931), y por John Axel Nannfeldt (1932). De las otras dos especies originalmente incluidas en Phacopsis por Tulasne, P. clemens ha sido referida desde entonces al género Arthonia, mientras que P. varia es ahora conocida como Opegrapha physciaria.
En 1988, Dagmar Triebel y Gerhard Rambold propusieron que Phacopsis debería considerarse sinónimo de Nesolechia (otro género de hongos liquenícolas de las Parmeliaceae), debido a las similitudes tanto en la estructura de sus apotecios como en las características de sus himenios.  Esta propuesta de sinonimia, sin embargo, no fue aceptada por varios autores en los años siguientes, hasta que en 1995 Triebel, Rambold y John Elix demostraron que las supuestas diferencias que separaban ambos géneros no eran consistentes, tras lo cual Ove Eriksson y David L. Hawksworth utilizaron un concepto genérico ampliado de Phacopsis (sensu lato) en la siguiente actualización de su publicación periódica sobre sistemática de ascomicetos, Systema Ascomycetum.
El análisis filogenético molecular publicado en 2015 demostró que el grupo de especies que entonces se consideraban miembros de Phacopsis en realidad comprendía tres linajes distintos, que representaban a tres géneros: Phacopsis, Nesolechia y el recientemente circunscrito Raesaenenia. En 2017, Divakar y sus colegas utilizaron un enfoque «filogenético temporal» desarrollado recientemente en un intento de hacer que la clasificación a nivel de familia y género fuera más coherente con la historia evolutiva. Propusieron sinonimizar el género Nesolechia con Punctelia, y Raesaenenia con Protousnea, porque los géneros liquenicolosos se originaron hace relativamente poco tiempo y cayeron por debajo del umbral temporal para el nivel de género. Esta sinonimia propuesta no fue aceptada en un análisis crítico posterior del enfoque filogenético temporal para la clasificación de los hongos.  En una revisión de 2018 sobre la evolución taxonómica de la familia Parmeliaceae, los autores recomendaron no sinonimizar Nesolechia y Phacopsis, sugiriendo que la separación entre estos dos géneros aún no se ha establecido suficientemente.
La clasificación a nivel superior de Phacopsis ha cambiado varias veces en su historia taxonómica. Se ha colocado en el orden Arthoniales, en las familias Graphidaceae, y las Acarosporaceae. Utilizando microscopía electrónica, Josef Hafellner examinó los ascos (células con esporas) de la especie tipo P. vulpina, mostrando que eran similares a los que se encuentran comúnmente en los miembros de las Lecanoraceae, por lo que consideró que el género se clasificaba más apropiadamente en esta familia. Sin embargo, esta clasificación familiar no fue corroborada en la revisión del género realizada por Triebel y sus colegas en 1995. El análisis filogenético molecular reveló finalmente su verdadera ubicación filogenética en la familia Parmeliaceae. Esta relación es un ejemplo de adelfoparasitismo, en el que la especie huésped está estrechamente relacionada con el parásito; este tipo de relación es bastante común en los Lecanorales. El género Protousnea tiene una relación de taxón hermano con Phacopsis. Se ha estimado que Phacopsis divergió evolutivamente de Protousnea durante el Mioceno (23,03 a 5,333 mya).

## Descripción

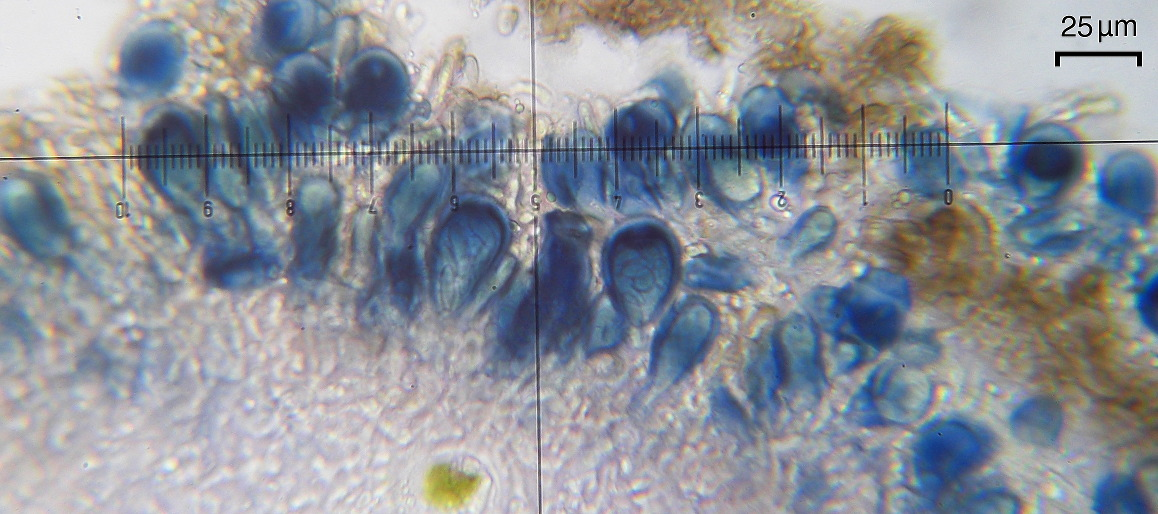
Microscopía de ascos de Phacopsis vulpina. En algunos de los ascos son visibles varias esporas, y en algunos casos es visible la zona no amiloide por encima del cuerpo axial.

Todas las especies son endocapílicas, lo que significa que poseen un talo en el que no se forma ninguna estructura liquenizada morfológicamente diferenciada. Sus apotecios son de forma circular a irregular y pueden estar dispersos o agregados. El excipulum (el margen exterior del apotecio) varía de incoloro a marrón negruzco, y a menudo comprende «unas pocas filas de células que pueden ser difíciles de reconocer». El hipotecio (una capa de tejido hifal denso justo debajo del himenio) es de incoloro a marrón negruzco. En algunas especies, las hifas del hipotecio presentan una reacción de tinción violeta con una prueba de yodo-almidón; esta característica puede utilizarse para distinguir entre algunas especies. El himenio es incoloro, marrón pálido u oliváceo pálido. Los ascos tienen forma de maza y contienen ocho esporas. Están rodeados por una fina capa de pared externa amiloide y una capa de pared interna más gruesa, no amiloide; una zona no amiloide descansa sobre el cuerpo axial del asco.
Las ascosporas son incoloras, carecen de septos y tienen paredes lisas con engrosamientos ocasionales en los extremos. Las formas de las esporas son variadas; según la especie, se han registrado las siguientes formas: elipsoide, ovoide (forma de huevo), fusiforme (forma de huso), limonada, falciforme (forma de hoz), fabiforme (forma de judía) y parcialmente curvada. Los picnidios de Phacopsis están inmersos en el talo del huésped. Las picnosporas tienen forma baciliforme.

## Distribución
Los miembros de la familia de hospedadores, Parmeliaceae, se encuentran en todo el mundo y la familia tiene centros de distribución en Asia y en el hemisferio sur; Phacopsis probablemente está presente allí donde lo está el hospedador. Un estudio de 1995 sobre Phacopsis aceptó 13 taxones (ocho especies y varias variedades) que se encuentran en 41 especies hospedadoras de 20 géneros. Se sabe poco sobre varias especies de Phacopsis, y algunas sólo se han encontrado en su localidad tipo. El miembro más meridional del género es Phacopsis usneae, que sólo se conoce en el sur de Chile y en la Antártida.
Al igual que muchos hongos liquenícolas, las especies de Phacopsis suelen limitarse a vivir en un hospedador que pertenece a un único clado filogenético. En 2002, André Aptroot y Triebel sugirieron una posible relación filogenética estrecha entre Paraparmelia y Xanthoparmelia, ya que se observó que Phacopsis australis crecía en representantes de ambos géneros de líquenes. Desde entonces, el análisis filogenético molecular ha demostrado que son equivalentes, y Paraparmelia se coloca ahora en sinonimia con Xanthoparmelia.

## Especies
Las especies de Phacopsis se distinguen entre sí por las características de sus ascosporas, el color y la reacción amiloide del hipotecio y la identidad de su hospedador. Según el Index Fungorum, se han descrito 33 taxones bajo el nombre Phacopsis (28 especies y 5 variedades).  Una estimación reciente (2022) sitúa 10 especies en el género Phacopsis. La siguiente lista de especies de Phacopsis indica su nombre, autoridad taxonómica (se utilizan abreviaturas estándar) y año de publicación, localidad tipo y especie hospedadora (o género).
- Phacopsis australis Aptroot & Triebel (2002)[21] – sur de África; huésped=Xanthoparmelia
- Phacopsis cephalodioides (Nyl.) Triebel & Rambold (1988)[6] – Dinamarca; huésped=Hypogymnia physodes
- Phacopsis lethariellae Hafellner & Rambold (1995)[10] – Islas Canarias; huésped=Lethariella intricata
- Phacopsis oroarcticae Zhurb. (2010)[25] – Severnaya Zemlya; huésped=Brodoa oroarctica
- Phacopsis prolificans (Müll.Arg.) Triebel & Rambold (1992)[26] – Japón; huésped=Platismatia interrupta
- Phacopsis rufa (Müll.Arg.) Triebel (1992)[26] – Australia; huésped=Cetrelia y Punctelia
- Phacopsis thallicola (A.Massal.) Triebel & Rambold (1988)[6] – Nueva Zelanda; huésped=Cetrelia sanguinea, Flavoparmelia caperata, Flavoparmelia praesignis, Parmotrema eurysacum, Rimelia cetraria
- Phacopsis usneae C.W.Dodge (1948)[27] – Kerguelen Islands; huésped=Usnea trachycarpa
- Phacopsis vulpicidae Zhurb. & Diederich (2019)[28] – Renchinlkhümbe (Mongolia); huésped=Vulpicida
- Phacopsis vulpina Tul. (1852) – Francia; huésped=Letharia

En 1995, Triebel y sus colegas describieron “'Phacopsis menegazziae”' para un hongo de Nepal similar a “'Phacopsis oxyspora”', pero con esporas de menor tamaño y que crece en el huésped “'Menegazzia terebrata”'. Paul Diederich sinonimizó P. menegazziae con P. oxyspora en 2003, basándose en especímenes que encontró creciendo en Menegazzia con ascosporas similares en tamaño a las típicas de P. oxyspora. Phacopsis oxyspora (Tul.) Triebel & Rambold (1988) es ahora Nesolechia oxyspora (Tul.) A.Massal. (1856), la especie tipo de Nesolechia.
Varias especies anteriormente incluidas en “'Phacopsis”' han sido transferidas a otros géneros. Entre ellas se incluyen:
- Phacopsis crustulosae Creveld (1981) now Gyrophthorus crustulosae (Creveld) Hafellner & Sancho (1990)[30]
- Phacopsis doerfeltii Alstrup & P.Scholz (1998) now Nesolechia doerfeltii (Alstrup & P.Scholz) Diederich (2018)[31]
- Phacopsis ericetorum (Flot. ex Körb.) Vouaux (1914) now Rhymbocarpus ericetorum (Flot. ex Körb.) Etayo (2010)[32]
- Phacopsis falcispora Triebel & Rambold (1995) now Nesolechia falcispora (Triebel & Rambold) Diederich (2018)[33]
- Phacopsis huuskonenii Räsänen (1948) now Raesaenenia huuskonenii (Räsänen) D.Hawksw., C.Boluda & H.Lindgren (2015)[12]
- Phacopsis lesdainii Vouaux (1914) now Echinodiscus lesdainii (Vouaux) Etayo & Diederich (2000)[34]
- Phacopsis macrospora Uloth (1861) now Cercidospora macrospora (Uloth) Hafellner & Nav.-Ros. (2004)[35]
- Phacopsis muelleri Willey (1892) now Calloria muelleri (Willey) Seaver (1951)[36]
- Phacopsis mulleri Willey (1892) now Skyttella mulleri (Willey) D.Hawksw. & R.Sant. (1988)[37]